# French Open-mesterskabet i herredouble 2018
French Open-mesterskabet i herredouble 2018 var den 117. turnering om French Open-mesterskabet i herredouble. Turneringen var en del af French Open 2018 og blev spillet i Stade Roland Garros i Paris, Frankrig i perioden 29. maj - 9. juni 2018 med deltagelse af 64 par.
Mesterskabet blev vundet af Pierre-Hugues Herbert og Nicolas Mahut, som i finalen besejrede Oliver Marach og Mate Pavić med 6-2, 7-6(4), og som dermed vandt French Open-mesterskabet i herredouble for første gang. Det var parrets tredje grand slam-titel i herredouble, idet de tidligere havde sejret i US Open i 2015 og Wimbledon-mesterskabet i 2016, og dermed blev de det første rent franske makkerpar i den åbne æra, der vandt mindst tre grand slam-titler i herredouble. Mahut havde i 2013 været i French Open-finalen sammen med Michaël Llodra men tabt til Bob og Mike Bryan. Det var blot tredje gang i den åbne æra, at French Open-mesterskabet i herredouble blev vundet af et rent fransk par.
Finalepladsen betød, at Mate Pavić forsvarede sin førsteplads på ATP's verdensrangliste i double, eftersom John Peers, Łukasz Kubot og Mike Bryan, som ellers var i betragtning til at overtage førstepladsen, alle tabte inden semifinalerne.
Ryan Harrison og Michael Venus var forsvarende mestre men valgte ikke at forsvare deres titel som makkere. Harrison spillede i stedet sammen med Vasek Pospisil men tabte i første runde til Federico Delbonis and Benoît Paire. Venus dannede par med Raven Klaasen og tabte i tredje runde til Nikola Mektić and Alexander Peya.
Bob Bryan meldte afbud til turneringen på grund af en skade i højre hofte, hvilket betød en ende på hans ubrudte serie på deltagelse i 76 grand slam-turneringer i træk med sin bror, Mike Bryan, som makker. US Open-mesteren Horia Tecău missede sin første grand slam-turnering i 10 år på grund af en skade.

## Pengepræmier og ranglistepoint
Den samlede præmiesum til spillerne i herredouble androg € 2.454.000 (ekskl. per diem), hvilket var en stigning på ca. 4,6 % i forhold til året før.
| Resultat               | Pengepræmier | Pengepræmier | Ændring ift. 2017 | ATP-point |
| Resultat               | Pr. par      | Total        | Ændring ift. 2017 | ATP-point |
| ---------------------- | ------------ | ------------ | ----------------- | --------- |
| Vindere (1)            | € 560.000    | € 560.000    | +3,7 %            | 2.000     |
| Finalister (1)         | € 280.000    | € 280.000    | +3,7 %            | 1.200     |
| Semifinalister (2)     | € 139.000    | € 278.000    | +5,3 %            | 720       |
| Kvartfinalister (4)    | € 76.000     | € 304.000    | +5,6 %            | 360       |
| Tabere i 3. runde (8)  | € 41.000     | € 328.000    | +5,1 %            | 180       |
| Tabere i 2. runde (16) | € 22.000     | € 352.000    | +4,8 %            | 90        |
| Tabere i 1. runde (32) | € 11.000     | € 352.000    | +4,8 %            | 0         |
| Samlet præmiesum       | -            | € 2.454.000  | +4,6 %            | -         |

## Turnering

### Deltagere
Hovedturneringen havde deltagelse af 64 par, der var fordelt på:
- 57 direkte kvalificerede par i form af deres ranglisteplacering.
- 7 par, der havde modtaget et wildcard.

#### Seedede par
De 16 bedst placerede af deltagerne på ATP's verdensrangliste pr. 21. maj 2018 blev seedet:
| Seedning | Rang. | Spiller                                | Resultat     |
| -------- | ----- | -------------------------------------- | ------------ |
| 1        | 5     | Łukasz Kubot Marcelo Melo              | Tredje runde |
| 2        | 5     | Oliver Marach Mate Pavić               | Finale       |
| 3        | 15    | Henri Kontinen John Peers              | Kvartfinale  |
| 4        | 23    | Jamie Murray Bruno Soares              | Anden runde  |
| 5        | 24    | Juan Sebastián Cabal Robert Farah      | Kvartfinale  |
| 6        | 37    | Pierre-Hugues Herbert Nicolas Mahut    | Vindere      |
| 7        | 42    | Aisam-ul-Haq Qureshi Jean-Julien Rojer | Første runde |
| 8        | 44    | Nikola Mektić Alexander Peya           | Semifinale   |
| 9        | 45    | Ivan Dodig Rajeev Ram                  | Anden runde  |
| 10       | 46    | Raven Klaasen Michael Venus            | Tredje runde |
| 11       | 47    | Pablo Cuevas Marcel Granollers         | Anden runde  |
| 12       | 48    | Feliciano López Marc López             | Semifinale   |
| 13       | 52    | Rohan Bopanna Édouard Roger-Vasselin   | Kvartfinale  |
| 14       | 61    | Ben McLachlan Jan-Lennard Struff       | Første runde |
| 15       | 71    | Julio Peralta Horacio Zeballos         | Anden runde  |
| 16       | 74    | Mike Bryan Sam Querrey                 | Første runde |

#### Wildcards
Syv par modtog et wildcard til hovedturneringen.
| Spiller                                 | Resultat     |
| --------------------------------------- | ------------ |
| Geoffrey Blancaneaux Constant Lestienne | Første runde |
| Benjamin Bonzi Grégoire Jacq            | Anden runde  |
| Jérémy Chardy Daniel Nestor             | Første runde |
| Corentin Denolly Alexandre Müller       | Første runde |
| Hugo Gaston Clément Tabur               | Første runde |
| Antoine Hoang Ugo Humbert               | Første runde |
| Florian Lakat Arthur Rinderknech        | Første runde |

### Kvartfinaler, semifinaler og finale
| Rohan Bopanna          |
| Édouard Roger-Vasselin |

| Nikola Mektić  |
| Alexander Peya |

| Nikola Mektić  |
| Alexander Peya |

| Máximo González |
| Nicolás Jarry   |

| Pierre-Hugues Herbert |
| Nicolas Mahut         |

| Pierre-Hugues Herbert |
| Nicolas Mahut         |

| Pierre-Hugues Herbert |
| Nicolas Mahut         |

| Feliciano López |
| Marc López      |

| Alexander Peya |
| Mate Pavić     |

| Henri Kontinen |
| John Peers     |

| Feliciano López |
| Marc López      |

| Juan Sebastián Cabal |
| Robert Farah         |

| Alexander Peya |
| Mate Pavić     |

| Alexander Peya |
| Mate Pavić     |

### Første, anden og tredje runde
| Łukasz Kubot |
| Marcelo Melo |

| Marco Cecchinato |
| Márton Fucsovics |

| Łukasz Kubot |
| Marcelo Melo |

| Roberto Carballés Baena |
| Guillermo García López  |

| Roberto Carballés Baena |
| Guillermo García López  |

| Simone Bolelli |
| Fabio Fognini  |

| Łukasz Kubot |
| Marcelo Melo |

| Scott Lipsky    |
| Tennys Sandgren |

| Rohan Bopanna         |
| Édourd Roger-Vasselin |

| Benjamin Bonzi |
| Grégoire Jacq  |

| Benjamin Bonzi |
| Grégoire Jacq  |

| Taylor Fritz   |
| Frances Tiafoe |

| Rohan Bopanna         |
| Édourd Roger-Vasselin |

| Rohan Bopanna         |
| Édourd Roger-Vasselin |

| Raven Klaasen |
| Michael Venus |

| Corentin Denolly |
| Alexandre Müller |

| Raven Klaasen |
| Michael Venus |

| David Marrero     |
| Fernando Verdasco |

| Jonathan Eysseric |
| Hugo Nys          |

| Jonathan Eysseric |
| Hugo Nys          |

| Raven Klaasen |
| Michael Venus |

| Nikoloz Basilashvili |
| John Millman         |

| Nikola Mektić  |
| Alexander Peya |

| Florian Lakat      |
| Arthur Rinderknech |

| Nikoloz Basilashvili |
| John Millman         |

| Dominic Inglot |
| Franko Škugor  |

| Nikola Mektić  |
| Alexander Peya |

| Nikola Mektić  |
| Alexander Peya |

| Jamie Murray |
| Bruno Soares |

| Dušan Lajović |
| Florian Mayer |

| Jamie Murray |
| Bruno Soares |

| Máximo Gonález |
| Nicolás Jarry  |

| Máximo Gonález |
| Nicolás Jarry  |

| Paolo Lorenzi |
| Mischa Zverev |

| Máximo Gonález |
| Nicolás Jarry  |

| Calvin Hemery   |
| Stéphane Robert |

| Calvin Hemery   |
| Stéphane Robert |

| Matthew Ebden |
| Donald Young  |

| Calvin Hemery   |
| Stéphane Robert |

| Hugo Gaston   |
| Clément Tabur |

| Julio Peralta    |
| Horacio Zeballos |

| Julio Peralta    |
| Horacio Zeballos |

| Pablo Cuevas      |
| Marcel Granollers |

| Jérémy Chardy |
| Daniel Nestor |

| Pablo Cuevas      |
| Marcel Granollers |

| Steve Johnson |
| Jack Sock     |

| Steve Johnson |
| Jack Sock     |

| Nicholas Monroe    |
| John-Patrick Smith |

| Steve Johnson |
| Jack Sock     |

| Robin Haase      |
| Matwé Middelkoop |

| Pierre-Hugues Herbert |
| Nicolas Mahut         |

| Yoshihito Nishioka |
| Yuichi Sugita      |

| Robin Haase      |
| Matwé Middelkoop |

| Robert Lindstedt |
| Marcin Matkowski |

| Pierre-Hugues Herbert |
| Nicolas Mahut         |

| Pierre-Hugues Herbert |
| Nicolas Mahut         |

| Aisam-ul-Haq Qureshi |
| Jean-Julien Rojer    |

| Jevgenij Donskoj  |
| M.Á. Reyes-Varela |

| Jevgenij Donskoj  |
| M.Á. Reyes-Varela |

| Geoffrey Blancaneaux |
| Constant Lestienne   |

| Leonardo Mayer |
| João Sousa     |

| Leonardo Mayer |
| João Sousa     |

| Leonardo Mayer |
| João Sousa     |

| Roman Jebavý        |
| Andrej Vasiljevskij |

| Feliciano López |
| Marc López      |

| Marcelo Demoliner |
| Santiago González |

| Marcelo Demoliner |
| Santiago González |

| Guillermp Durán |
| Andrés Molteni  |

| Feliciano López |
| Marc López      |

| Feliciano López |
| Marc López      |

| Mike Bryan  |
| Sam Querrey |

| Ken Skupski  |
| Neal Skupski |

| Ken Skupski  |
| Neal Skupski |

| Maximilian Marterer |
| Philipp Petzschner  |

| Daniele Bracciali |
| Andreas Seppi     |

| Daniele Bracciali |
| Andreas Seppi     |

| Daniele Bracciali |
| Andreas Seppi     |

| Mirza Bašić   |
| Damir Džumhur |

| Henri Kontinen |
| John Peers     |

| Albert Ramos Viñolas |
| Jiří Veselý          |

| Mirza Bašić   |
| Damir Džumhur |

| Ilja Ivasjka    |
| Karen Khatjanov |

| Henri Kontinen |
| John Peers     |

| Henri Kontinen |
| John Peers     |

| Juan Sebastián Cabal |
| Robert Farah         |

| Maks Mirnyj    |
| Philipp Oswald |

| Juan Sebastián Cabal |
| Robert Farah         |

| Guido Pella       |
| Diego Schwartzman |

| Guido Pella       |
| Diego Schwartzman |

| Antoine Hoang |
| Ugo Humbert   |

| Juan Sebastián Cabal |
| Robert Farah         |

| Andre Begemann |
| Antonio Šančić |

| Wesley Koolhof |
| Artem Sitak    |

| Wesley Koolhof |
| Artem Sitak    |

| Wesley Koolhof |
| Artem Sitak    |

| Hans Podlipnik-Castillo |
| Jackson Withrow         |

| Ivan Dodig |
| Rajeev Ram |

| Ivan Dodig |
| Rajeev Ram |

| Ben McLachlan      |
| Jan-Lennard Struff |

| Marcelo Arévalo |
| James Cerretani |

| Marcelo Arévalo |
| James Cerretani |

| Federico Delbonis |
| Benoît Paire      |

| Federico Delbonis |
| Benoît Paire      |

| Ryan Harrison  |
| Vasek Pospisil |

| Marcelo Arévalo |
| James Cerretani |

| Fabrice Martin |
| Purav Raja     |

| Oliver Marach |
| Mate Pavić    |

| Yuki Bhambri |
| Divij Sharan |

| Yuki Bhambri |
| Divij Sharan |

| Sander Arends  |
| Adil Shamasdin |

| Oliver Marach |
| Mate Pavić    |

| Oliver Marach |
| Mate Pavić    |